# Liste der Biografien/Forb
Liste der Biografien |
Portal Biografien |
Personensuche
# |
A |
B |
C |
D |
E |
F |
G |
H |
I |
J |
K |
L |
M |
N |
O |
P |
Q |
R |
S |
T |
U |
V |
W |
X |
Y |
Z |
?
 
Fa |
Fe |
Ff |
Fh |
Fi |
Fj |
Fk |
Fl |
Fm |
Fn |
Fo |
Fr |
Ft |
Fu |
Fy
 
Foa |
Fob |
Foc |
Fod |
Foe |
Fof |
Fog |
Foh |
Foi |
Foj |
Fok |
Fol |
Fom |
Fon |
Foo |
Fop |
For |
Fos |
Fot |
Fou |
Fov |
Fow |
Fox |
Foy |
Foz
 
Fora |
Forb |
Forc |
Ford |
Fore |
Forf |
Forg |
Fori |
Forj |
Fork |
Forl |
Form |
Forn |
Foro |
Forq |
Forr |
Fors |
Fort |
Foru |
Forw |
Fory |
Forz
Die Liste der Biografien führt alle Personen auf, die in der deutschsprachigen Wikipedia einen Artikel haben. Dieses ist eine Teilliste mit 116 Einträgen von Personen, deren Namen mit den Buchstaben „Forb“ beginnt.

## Forb

### Forba
- Forbach, Moje (1898–1993), deutsche Opernsängerin (Sopran) und Schauspielerin
- Forbát, Fred (1897–1972), jüdisch ungarisch-schwedischer Architekt, Hochschullehrer und Stadtplaner
- Forbath, Kai (* 1987), US-amerikanischer American-Football-Spieler
- Forbath, Lili, österreichische Tischtennisspielerin

### Forbe
- Forberg, Carl (1911–2000), US-amerikanischer Rennfahrer
- Forberg, Carl Ernst (1844–1915), deutscher Maler, Kupferstecher und Radierer der Düsseldorfer Schule
- Forberg, Friedrich (1816–1883), deutscher Musiklehrer und Komponist in Düsseldorf
- Forberg, Friedrich Karl (1770–1848), deutscher Autor
- Forberger, Frank (1943–1998), deutscher Olympiasieger im Rudern
- Forberger, Georg, deutscher Herausgeber und Übersetzer
- Forberger, Gesine, deutsche Opernsängerin und Operettensängerin in der Stimmlage Sopran
- Forberger, Rudolf (1910–1997), deutscher Wirtschaftshistoriker
- Forberger, Ursula (1926–2006), deutsche Wirtschaftshistorikerin
- Forbert, Leo, polnischer jüdischer Filmproduzent
- Forbert, Steve (* 1954), US-amerikanischer BluesmusikerSteve Forbert (* 1954)

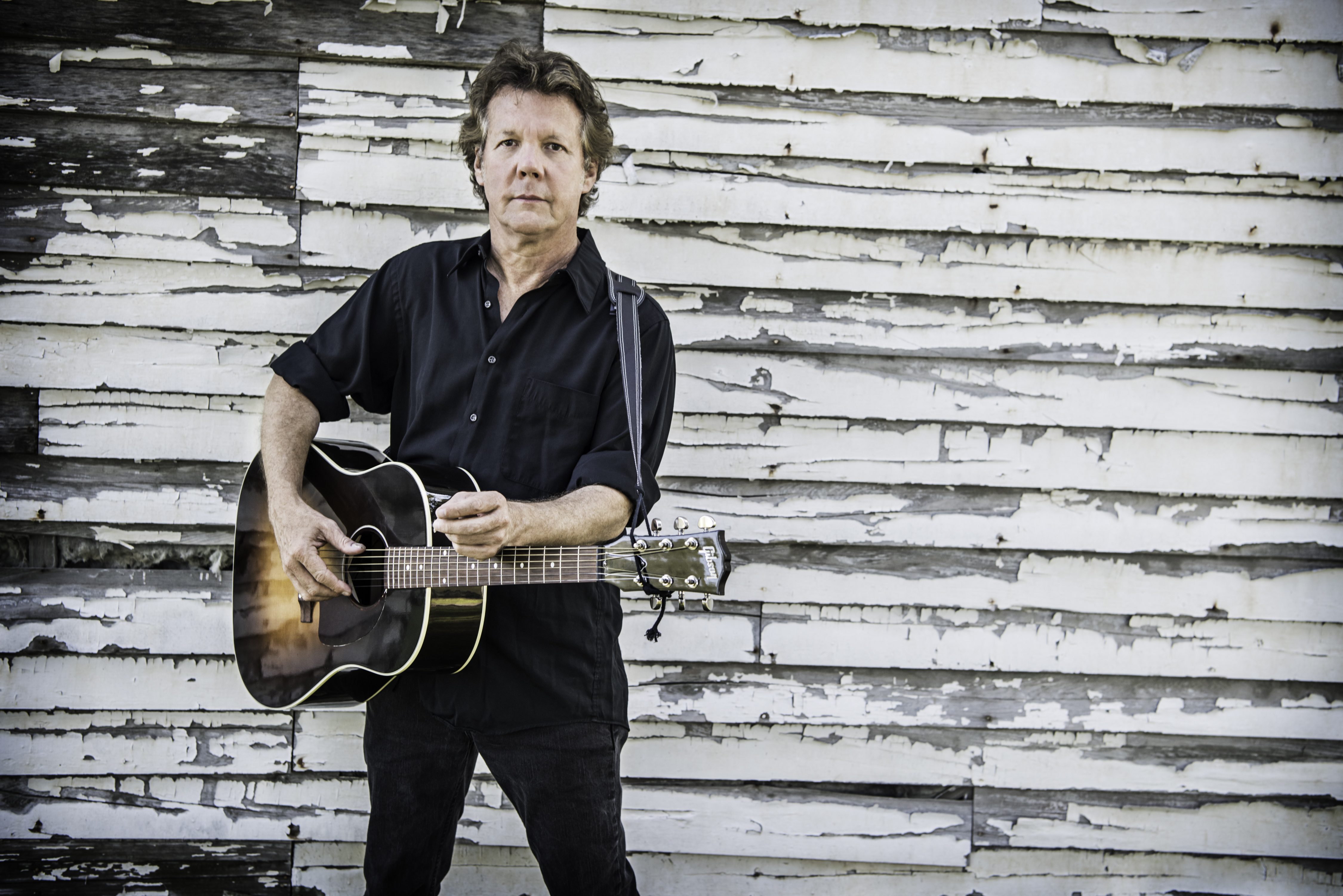
Steve Forbert (* 1954)

- Forbes, Abigail (* 2001), US-amerikanische Tennisspielerin
- Forbes, Alex (1925–2014), schottischer Fußballspieler
- Forbes, Alexander (1817–1875), schottischer Bischof
- Forbes, Alexander (1882–1965), US-amerikanischer Neurophysiologe
- Forbes, Alexander F. I. (1871–1959), südafrikanischer Architekt und Amateurastronom schottischer Herkunft
- Forbes, Alexander, 1. Lord Forbes († 1448), schottischer Adliger
- Forbes, Andrew (* 1915), britischer Langstreckenläufer
- Forbes, B. C. (1880–1954), schottisch-amerikanischer Journalist und Autor
- Forbes, Bernard, 8. Earl of Granard (1874–1948), britischer Peer, Politiker und Offizier
- Forbes, Billy (* 1990), britischer Fußballspieler von den Turks- und Caicosinseln
- Forbes, Bryan (1926–2013), britischer Schauspieler, Drehbuchautor und Regisseur
- Forbes, Charles Noyes (1883–1920), US-amerikanischer Botaniker
- Forbes, China (* 1970), US-amerikanische Singer-Songwriterin und SchauspielerinChina Forbes (* 1970)

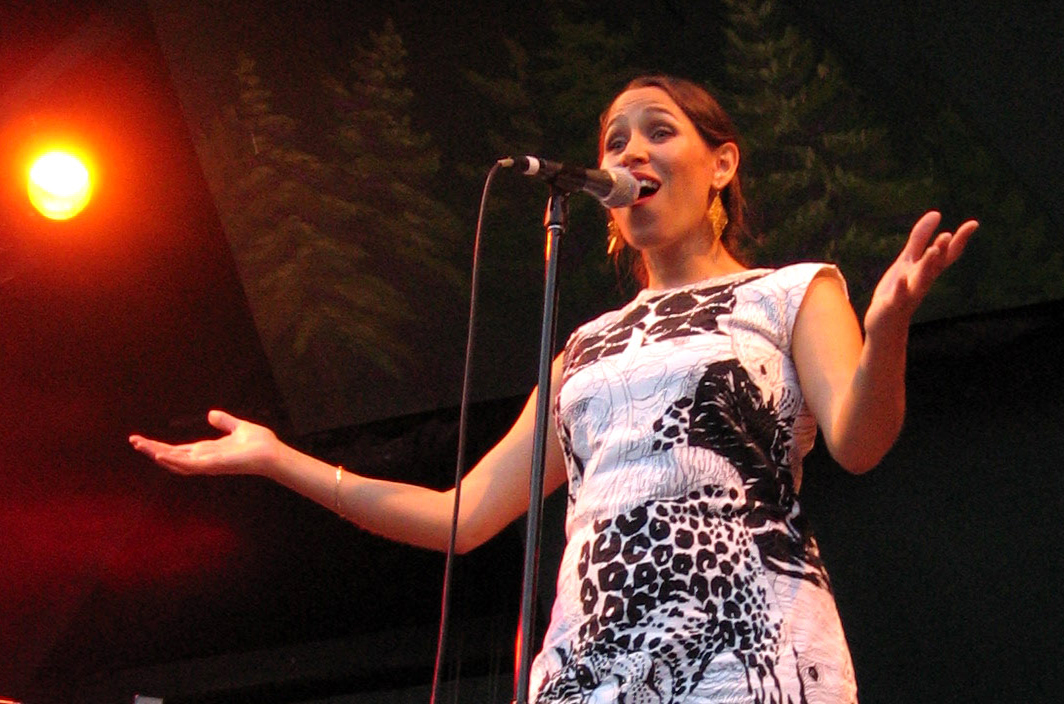
China Forbes (* 1970)

- Forbes, Clarence A. (1901–2001), US-amerikanischer Althistoriker
- Forbes, Clifton (1946–2010), jamaikanischer Leichtathlet
- Forbes, Colin (1923–2006), englischer Schriftsteller
- Forbes, Colin (1928–2022), britischer Grafikdesigner
- Forbes, Colin (* 1976), kanadischer Eishockeyspieler
- Forbes, Damar (* 1990), jamaikanischer Weitspringer
- Forbes, David (1934–2022), australischer Regattasegler
- Forbes, Derek (* 1956), schottischer BassistDerek Forbes (* 1956)

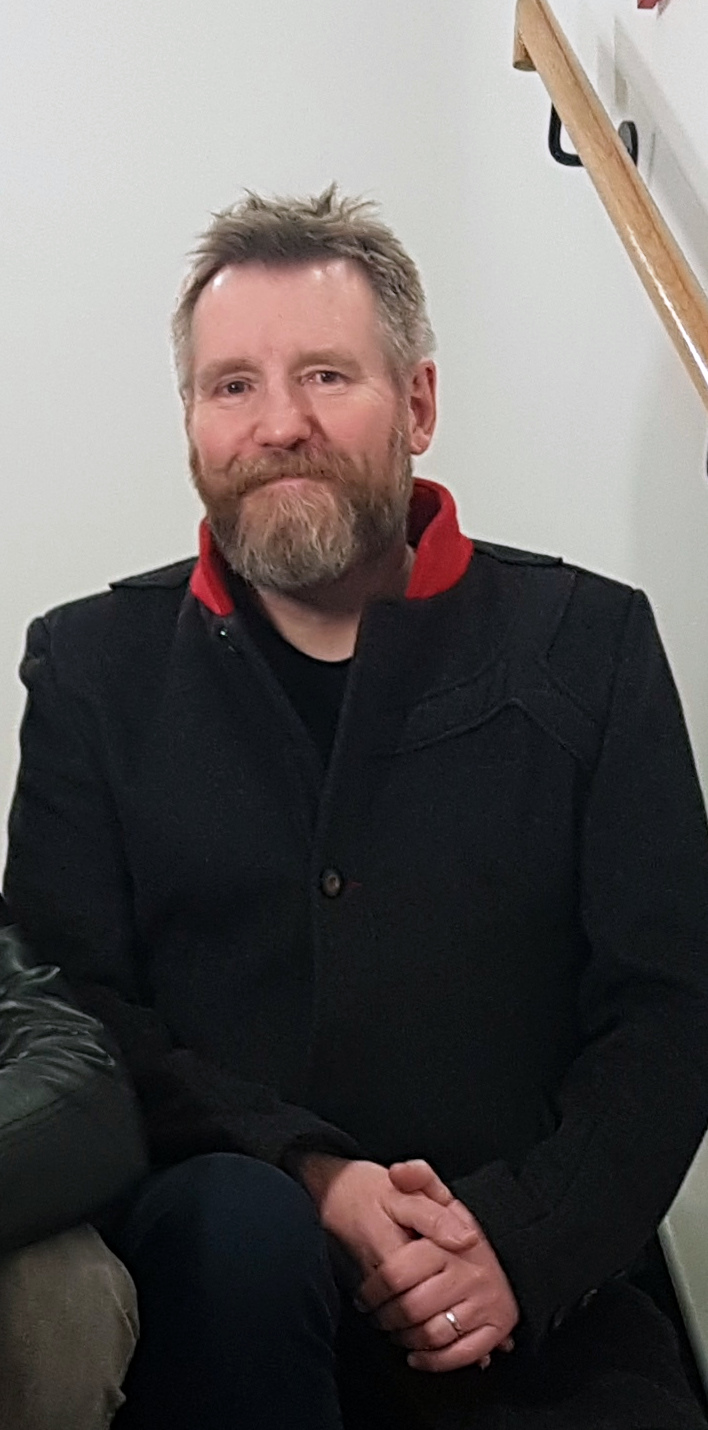
Derek Forbes (* 1956)

- Forbes, Edward (1815–1854), britischer Naturforscher
- Forbes, Edwin (1839–1895), US-amerikanischer Maler und Radierer
- Forbes, Elizabeth Adela (1859–1912), kanadische Malerin des Spätimpressionismus
- Forbes, Elliot (1917–2006), US-amerikanischer Musikwissenschaftler
- Forbes, Esther (1891–1967), US-amerikanische Schriftstellerin
- Forbes, George William (1869–1947), neuseeländischer Politiker, Premierminister von Neuseeland (1930–1935)
- Forbes, Gilbert (1908–1986), britischer Chirurg, Forensiker und Hochschullehrer
- Forbes, Gordon (1934–2020), südafrikanischer Tennisspieler
- Forbes, Graham († 1984), US-amerikanischer Jazzmusiker und Arrangeur
- Forbes, Harry (1879–1946), US-amerikanischer Boxer im Bantamgewicht
- Forbes, Harry (1913–1988), britischer Geher
- Forbes, Henry Ogg (1851–1932), britischer Forschungsreisender und Botaniker
- Forbes, Ian (* 1946), britischer Admiral
- Forbes, Jack D. (1934–2011), US-amerikanischer Schriftsteller, Wissenschaftler und politischer Aktivist
- Forbes, Jaclyn, kanadische Schauspielerin
- Forbes, Jake (1897–1985), kanadischer Eishockeytorwart
- Forbes, James (1731–1780), US-amerikanischer Politiker
- Forbes, James (1952–2022), US-amerikanischer Basketballspieler
- Forbes, James David (1809–1868), schottischer Physiker
- Forbes, James Staats (1823–1904), britischer Manager und Kunstsammler
- Forbes, Jim (1923–2019), australischer Politiker, Abgeordneter und Minister
- Forbes, Joel (* 1956), US-amerikanischer Jazzmusiker (Bass)
- Forbes, John (1950–1998), australischer Dichter
- Forbes, John (* 1970), australischer Segler
- Forbes, Kate (* 1990), schottische PolitikerinKate Forbes (* 1990)

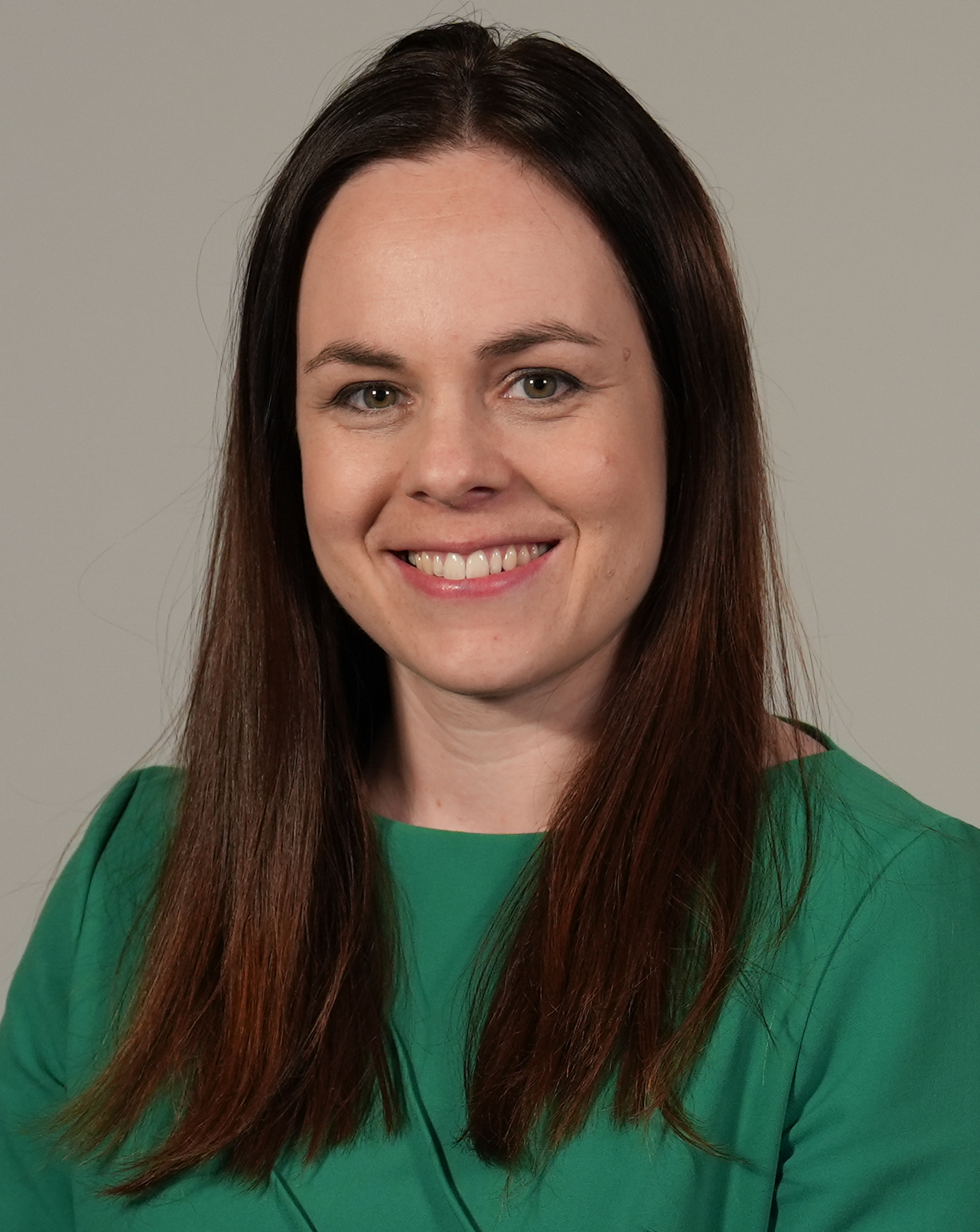
Kate Forbes (* 1990)

- Forbes, Katherine Trefusis (1899–1971), britische Offizierin
- Forbes, Kelly (* 1973), kanadischer Skeletonpilot
- Forbes, Kendrick John (* 1975), bahamaischer Geistlicher, römisch-katholischer Bischof von Roseau
- Forbes, Louis (1902–1981), US-amerikanischer Dirigent, Liedtexter und Komponist von Filmmusik
- Forbes, Malcolm (1919–1990), amerikanischer Verleger
- Forbes, Mary († 1974), britische Schauspielerin
- Forbes, Mary Lou (1926–2009), US-amerikanische Journalistin
- Forbes, Matthew (* 2006), US-amerikanischer Tennisspieler
- Forbes, Maya (* 1968), US-amerikanische Drehbuchautorin
- Forbes, Michael (* 1952), US-amerikanischer Politiker
- Forbes, Michelle (* 1965), US-amerikanische SchauspielerinMichelle Forbes (* 1965)

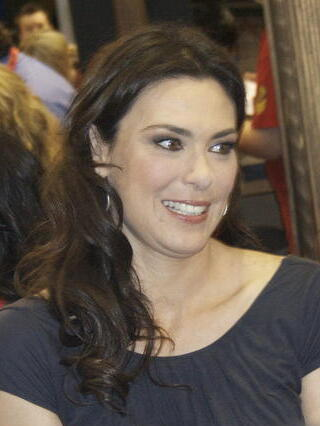
Michelle Forbes (* 1965)

- Forbes, Nigel, 22. Lord Forbes (1918–2013), britischer Geschäftsmann, Politiker und Mitglied des Unterhauses (Conservative Party)
- Forbes, Ralph (1896–1951), britischer Schauspieler
- Forbes, Randy (* 1952), US-amerikanischer Politiker
- Forbes, Robert Humphrey (1867–1968), US-amerikanischer Agrarwissenschaftler
- Forbes, Robert J. (1900–1973), niederländischer Wissenschaftshistoriker
- Forbes, Ronald (* 1985), Leichtathlet von den Cayman Islands
- Forbes, Rosita (1890–1967), englische Forschungsreisende und Abenteurerin
- Forbes, Shashalee (* 1996), jamaikanische Leichtathletin
- Forbes, Stanhope (1857–1947), irischer Maler des Spätimpressionismus
- Forbes, Stephen Alfred (1844–1930), US-amerikanischer Biologe, gilt als einer der Begründer der Limnologie
- Forbes, Steve (* 1947), US-amerikanischer Geschäftsmann und VerlegerSteve Forbes (* 1947)

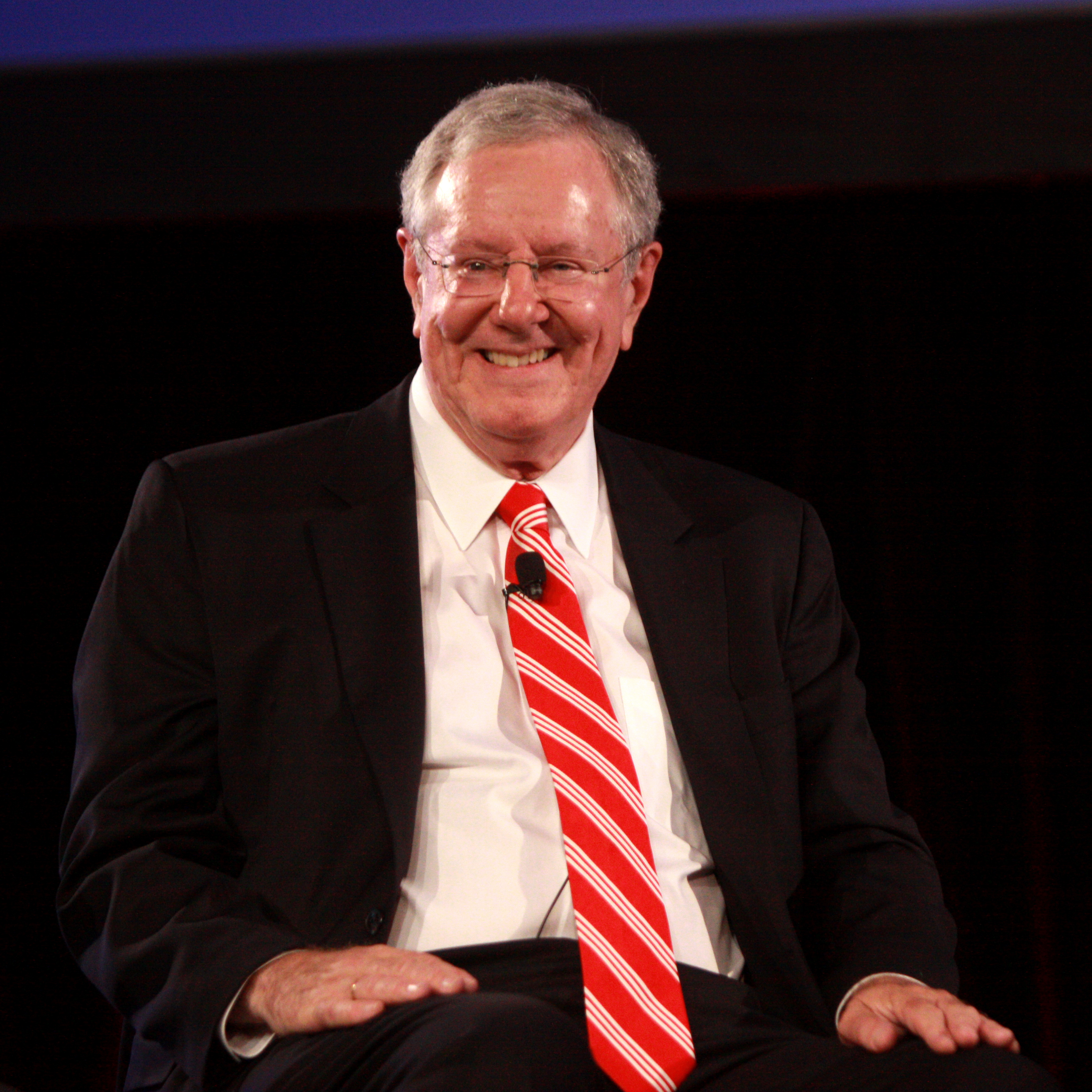
Steve Forbes (* 1947)

- Forbes, Sue (* 1961), US-amerikanische Skilangläuferin
- Forbes, Thelma (1910–2012), kanadische Politikerin (Manitoba)
- Forbes, Tom (* 1993), US-amerikanischer Schauspieler und Synchronsprecher
- Forbes, Trevino (* 1985), namibischer Politiker
- Forbes, William († 1595), schottischer Grundbesitzer, 7. Laird Of Tolquhon
- Forbes, William (1614–1654), Offizier und Söldner
- Forbes, William († 1745), schottischer Jurist und Hochschullehrer
- Forbes, William Alexander (1855–1883), englischer Zoologe
- Forbes, William Cameron (1870–1959), US-amerikanischer Politiker, Diplomat, Schriftsteller und Investmentbanker
- Forbes-Mosse, Irene (1864–1946), deutsche Schriftstellerin und Malerin
- Forbes-Robertson, Diana (1915–1987), britische Autorin
- Forbes-Robertson, John (1928–2008), britischer Schauspieler
- Forbes-Robertson, Johnston (1853–1937), britischer Theaterschauspieler
- Forbes-Robinson, Elliott (* 1943), US-amerikanischer Autorennfahrer
- Forbes-Sempill, William, 19. Lord Sempill (1893–1965), britischer Peer und Luftfahrtingenieur

### Forbi
- Forbiger, Albert (1798–1878), deutscher Altphilologe und Lehrer
- Forbiger, Gottlieb Samuel (1751–1828), deutscher Theologe und Pädagoge
- Forbin de Janson, Toussaint de (1631–1713), französischer Kleriker und Diplomat
- Forbin, Alfred (1872–1956), französischer Briefmarkenhändler und Katalogautor
- Forbin, Auguste de (1777–1841), französischer Maler
- Forbin, Claude de (1656–1733), französischer Admiral
- Forbin, Palamède de (1433–1508), Großseneschall und Gouverneur der Provence
- Forbin-Janson, Charles-Auguste-Marie-Joseph de (1785–1844), französischer Bischof, Missionar, Gründer eines Missionswerkes
- Forbin-Janson, Joseph Palamede de (1726–1809), französischer General im deutschen Exil
- Forbis, Amanda (* 1963), kanadische Animationsfilmerin

### Forbo
- Forbonnais, François Véron Duverger de (1722–1800), französischer Ökonom, Enzyklopädist
- Forbort, Derek (* 1992), US-amerikanischer Eishockeyspieler

### Forbr
- Forbrig, Klaus (* 1938), deutscher Fußballspieler
- Forbriger, Franz (1810–1887), deutscher Lehrer und Autor

### Forbs
- Forbs, Carlos (* 2004), portugiesischer Fußballspieler
- Forbstein, Leo F. (1892–1948), US-amerikanischer Filmkomponist

### Forbu
- Forbus, Ken, US-amerikanischer Informatiker auf dem Gebiet der Künstlichen Intelligenz und Kognitionswissenschaftler
- Forbush, Scott E. (1904–1984), US-amerikanischer Geophysiker